# Генерална дирекция на архивите (Албания)
Генералната дирекция на архивите (на албански: Drejtoria e Përgjithshme e Arkivave) е държавният архив на Албания. Той се намира в столицата Тирана. В миналото е под контрола на Албанската партия на труда. В него се съхраняват документите на Народна социалистическа република Албания и лични фондове от преди този период. От 2004 г., с помощта на Швейцарския федерален архив, Генералната дирекция е модернизирана и приведена към стандартите за съхранение на архивните документи. В него се съхраняват и ценни средновековни ръкописи, като Бератският кодекс.

## История
По време на управлението на Енвер Ходжа колекциите и съхранението им са в лошо състояние. Каталозите са написани на ръка, а архивите нямат официална система за управление. След края на управлението му архивите са разграбени. През 1994 г. Швейцарският федерален архив предлага помощ за опазване на колекциите и обновяване на помещенията за съхранението им. За период от 10 години, до 2004 г., от швейцарска страна са инвестирани 1,9 млн. швейцарски франка. Генералната дирекция на архивите започва да увеличава фондовете си. Швейцарските средства се използват за дигитализация на описите на архивните фондове и създаване на онлайн система за търсене. Онлайн системата функционира от 2017 г.
През 2003 г. Генералната дирекция на архивите е домакин на втората конференция Ислямската цивилизация на Балканите.

## Колекции
Основното хранилище на документите се намира в Тирана, но има териториални дирекции в областните центрове на страната. Годишно се посещават от около 100 преподаватели и студенти за достъп до документи и извършване на изследвания. Извършват се около 25 000 поръчки от читатели годишно. От 2011 г. са партньор на Световната дигитална библиотека.
В него се съхраняват частни архиви, архиви на политически партии, албански организации, които са извън страната. В Тирана се съхраняват архивите на Партията на труда в Албания. Специфичните колекции включват кореспонденция между Народна социалистическа република Албания и Швейцарската комунистическа партия.